# 伊地知賢造
伊地知 賢造（いじち けんぞう、2001年8月23日 - ）は、日本の陸上競技選手。埼玉県鶴ヶ島市出身。國學院大學人間開発学部卒業。陸上競技部に所属し、専門種目は長距離走。

## 経歴
鶴ヶ島市立藤中学校、埼玉県立松山高等学校、國學院大學卒業。

### 大学時代
大学1年次
- 全日本大学駅伝ではシード圏内の8位で襷を受けたが区間10位で順位を1つ落とし、7区以降も順位を上げられずシード権を逃した。箱根駅伝では、8区区間9位で順位を守り、3年連続でシード権を獲得した。

大学2年次
- 出雲駅伝では2区を走り、区間2位。全日本大学駅伝では、最長8区で区間賞の活躍で、チーム最高(当時)の4位に貢献[1]。箱根駅伝では花の2区を走り、区間12位。國學院大は復路序盤で苦しみながらも4年連続でシード権を獲得[2]。

大学3年次
- 出雲駅伝では6区で区間2位の走りを見せ、中央大との2位争いを制した。全日本大学駅伝でも8区区間2位の快走で大学史上初となる表彰台入り（準優勝）に貢献した[3]。箱根駅伝では急遽5区となったが、順位を1つ上げ往路4位でフィニッシュ[4]。國學院大は総合4位で5年連続のシード権を獲得した[5]。

大学4年次
- 出雲駅伝では3区に出走し区間4位だった（國學院大は3位）[6]。
- 第55回全日本大学駅伝では3年連続で8区に出走。青学大・田中悠登、中央大・阿部陽樹と熾烈な2位争いを繰り広げたが、最後は青学大に惜しくも5秒届かず3位[7][8]。
- 大学卒業後はヤクルトに所属し、陸上競技を続ける[9]。

## 戦績・記録

### 大学三大駅伝戦績
| 学年               | 出雲駅伝                    | 全日本大学駅伝               | 箱根駅伝                           |
| ------------------ | --------------------------- | ---------------------------- | ---------------------------------- |
| 1年生 （2020年度） | 第32回 （開催中止）         | 第52回 6区-区間10位 38分43秒 | 第97回 8区-区間9位 1時間05分19秒   |
| 2年生 （2021年度） | 第33回 5区-区間2位 19分25秒 | 第53回 8区-区間賞 58分33秒   | 第98回 2区-区間12位 1時間07分51秒  |
| 3年生 （2022年度） | 第34回 6区-区間2位 29分28秒 | 第54回 8区-区間2位 57分33秒  | 第99回 5区-区間7位 1時間12分27秒   |
| 4年生 （2023年度） | 第35回 3区-区間4位 24分53秒 | 第55回 8区-区間2位 58分51秒  | 第100回 1区-区間17位 1時間02分35秒 |

## 自己ベスト
- 5000m - 13分40秒51（2023年7月16日:関東学生網走夏季記録挑戦競技会）
- 10000m - 28分29秒95（2022年7月18日:関東学生網走夏季記録挑戦競技会）
- ハーフマラソン - 1時間02分22秒（2022年3月13日:立川シティハーフマラソン）